# Raimundo I de Narbona
Raimundo I de Narbona foi um visconde que governou o Viscondado de Narbona entre 969 e 1019 ou 1023. O seu governo foi antecedido pelo de Matefredo de Narbona , seu pai. Foi seguido pelo governo de Berengário I de Narbona, seu filho. 

## Relações familiares
Foi filho de Matefredo de Narbona (933 - 10 de agosto de 966) e de Adelaide de Narbona (935 -?). Casou com Ricarda de Rodez, filha de Hugo de Ruergue, barão de Gramat e de Ermentruda de Saint-Pierre, filha de Matefredo de Saint-Pierre e de Ertruda de Aurillac, de quem teve:
1. Ermengardo ( - após 20 de março de 999)[3].
2. Berengário I de Narbona (995 - 1067) que foi casado com Garsenda de Besalú, filha de Bernardo I Tallaferro (950 - 1020), conde de Besalu e Toda da Provença (960 -?)[4][5].
3. Guilherme (-após 22 de Março de 1023)[3].
4. Bernardo ((-após 23 de Janeiro de 1051), arquidácono[3].